# Política de Francia
Francia es una república semipresidencial, que cuenta con un presidente (jefe de Estado) y un primer ministro (jefe de Gobierno). El presidente es elegido por votación popular, mientras que el primer ministro es escogido y nombrado por el presidente de la República. Como en todo sistema parlamentario, puede ser el líder del partido o coalición con más escaños o una personalidad destacada afín a ellos, pero no siempre es un miembro del parlamento (en este caso la Asamblea Nacional). En todo caso el presidente suele nombrar a un primer ministro que está en sintonía con la mayoría parlamentaria, a fin de asegurarse el apoyo de la asamblea. Las elecciones presidenciales y legislativas ocurren cada cinco años, mientras que las elecciones departamentales, regionales y municipales ocurren cada seis años

## Constitución
La Constitución francesa de 1958, de 4 de octubre, es el escrito fundador de la V República, el sistema político vigente desde su entrada en vigor. Fue adoptada por referéndum el 28 de septiembre de 1958 y es el decimoquinto texto fundamental (o el vigesimosegundo si se cuentan los textos que no se aplicaron) de Francia desde la Revolución francesa.
La Constitución es la norma suprema del sistema jurídico francés y organiza las autoridades públicas, define su papel y sus relaciones. Se modificó en diecinueve ocasiones desde su publicación, bien por el Parlamento reunido en Congreso o directamente por el pueblo a través de referéndum: las normas relativas a la revisión de la Constitución están previstas por la propia Constitución.
Está estructurada en un Preámbulo y dieciséis títulos que recogen ciento tres artículos, dos de los cuales son disposiciones transitorias. El Preámbulo hace referencia directa y explícitamente a otros tres textos fundamentales: la Declaración de los Derechos del Hombre y del Ciudadano de 26 de agosto de 1789, el Preámbulo de la Constitución francesa de 1946, de 27 de octubre (la Constitución de la IV República), y la Carta del medio ambiente de 2004. Estas normas se entienden incluidas en el bloque de constitucionalidad, por lo que los jueces las aplican directamente y el legislador debe respetarlas, bajo el control del juez constitucional.

## Separación de poderes

### Poder ejecutivo

#### Presidente de la República

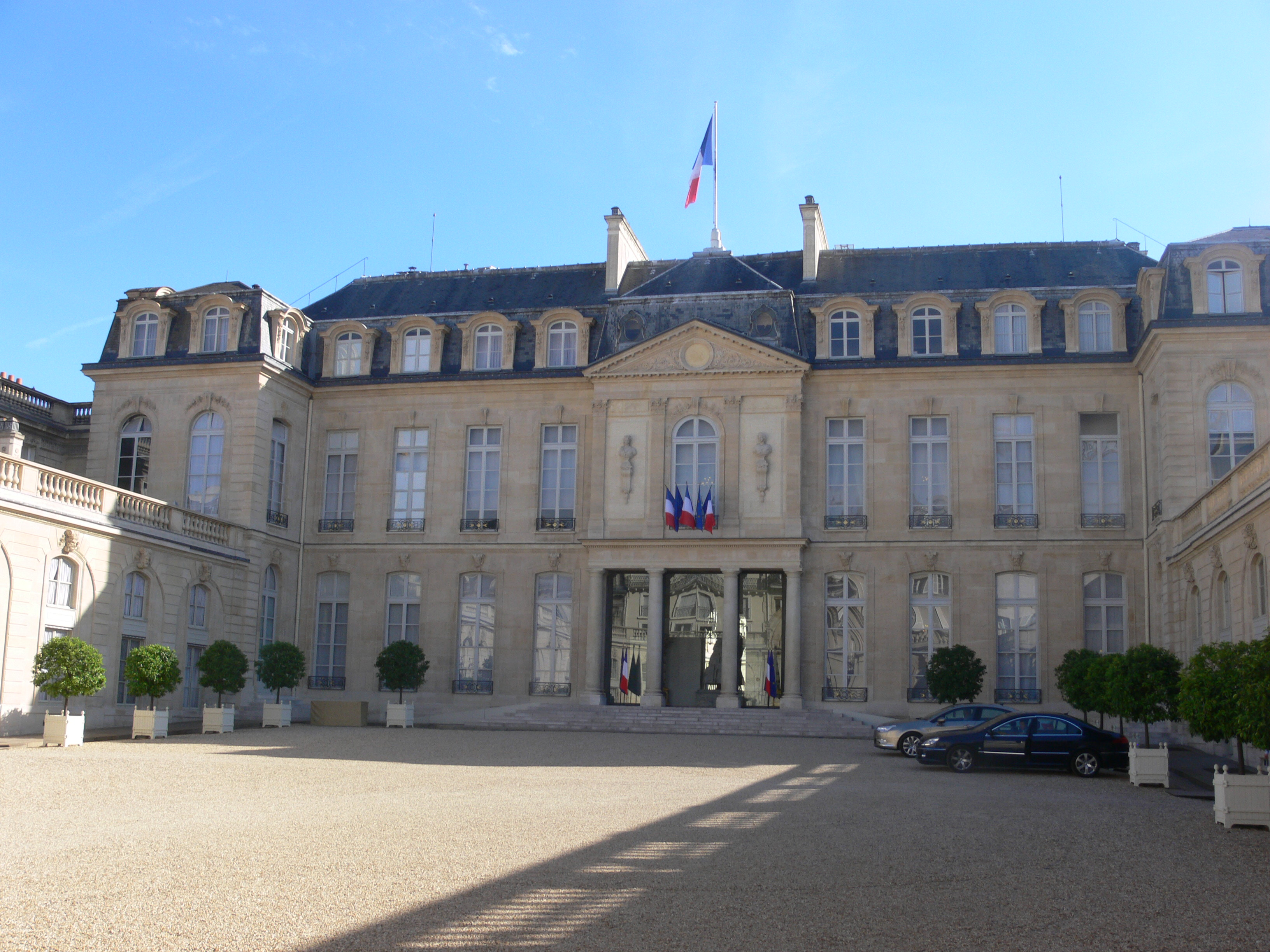
Palacio del Elíseo, sede del Presidente de Francia.

El presidente de la República Francesa  (en francés, Président de la République française), más conocido como presidente de Francia, es el jefe de Estado de Francia, gran maestre de la Legión de Honor y copríncipe de Andorra. Según el sistema semipresidencial francés, 'republicano-presidencialista' para Maurice Duverger, por contraposición al sistema americano 'republicano-demócrata', ejerce las más altas funciones del poder ejecutivo de la República.  Reside en el palacio del Elíseo.
Cuatro de las cinco repúblicas de Francia han tenido presidentes como jefes de Estado, y han hecho de la Presidencia de Francia la más antigua de Europa activa en la actualidad. En la Constitución de cada una de las cinco repúblicas los poderes presidenciales han ido variando. El actual Presidente de Francia es, desde el 14 de mayo de 2017, Emmanuel Macron.
El presidente es elegido mediante el sufragio directo con posibilidad de una segunda vuelta electoral, cuando no obtiene mayoría absoluta en la primera vuelta, para un mandato de cinco años. Desde la reforma de la Constitución de 2008, el mandatario solo tiene la posibilidad de una reelección inmediata, pero pudiendo repetir nuevamente el mandato después de transcurrido un período. En caso de muerte, destitución, dimisión o renuncia de un presidente, el presidente del Senado de Francia asume la presidencia interina.

#### Gobierno
El Gobierno de Francia (francés: Gouvernement français), oficialmente el Gobierno de la República Francesa (Gouvernement de la République française [ɡuvɛʁnəmɑ̃ də la ʁepyblik fʁɑ̃sɛz]), ejerce el poder ejecutivo en la República Francesa.
Está compuesto por el primer ministro, que es el jefe de gobierno, así como por los ministros de alto y bajo rango. El Consejo de Ministros, principal órgano ejecutivo del Gobierno, fue establecido en la Constitución de 1958. Sus miembros se reúnen semanalmente en el Palacio del Elíseo de París. Las reuniones están presididas por el Presidente de Francia, el jefe del Estado, aunque este no es miembro del Gobierno.

### Poder legislativo

#### Asamblea Nacional

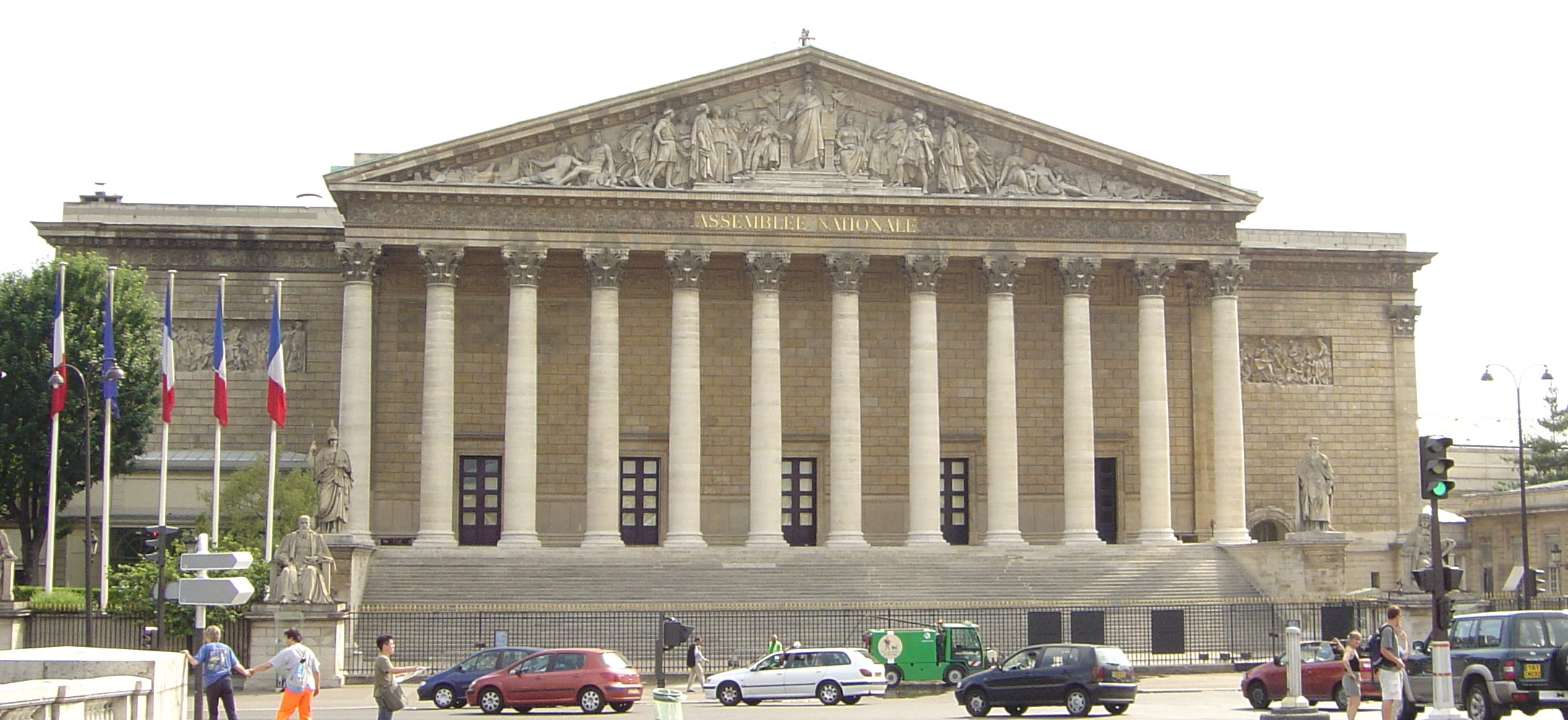
Edificio de la Asamblea Nacional de Francia.

La Asamblea Nacional (en francés: Assemblée nationale) es la cámara baja del Parlamento francés bicameral bajo la Quinta República, siendo la cámara alta el Senado. Su función es debatir, proponer y reformar leyes, también tiene la función de controlar la acción del Gobierno. Se encuentra en el Palacio Borbón en París. Desde 1986, la Asamblea Nacional cuenta con 577 miembros, llamados diputados, elegidos por sufragio universal directo con balotaje por un período de cinco años.

#### Senado

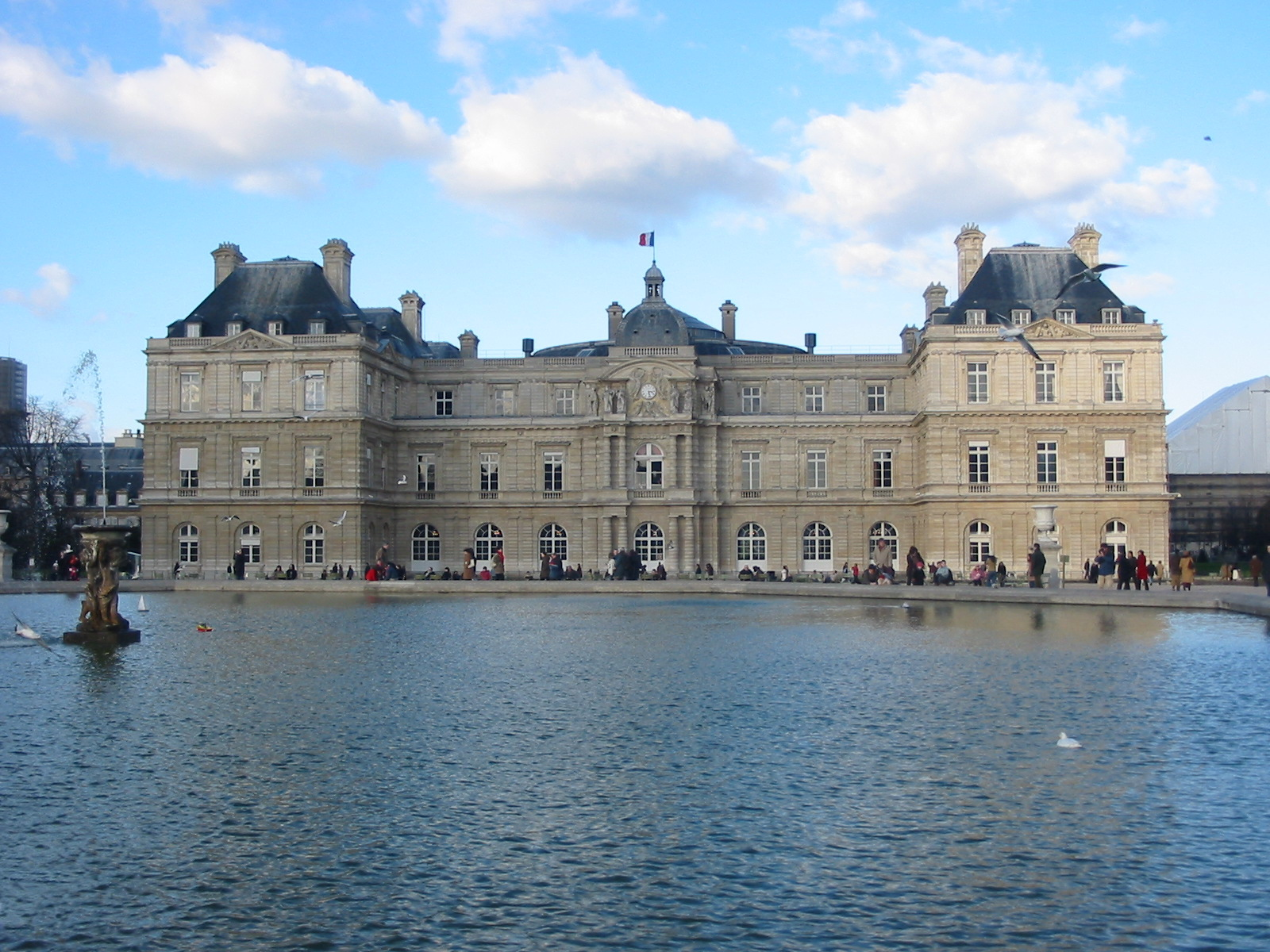
Vista exterior del Senado de Francia.

El Senado (en francés: Sénat) es la cámara alta del Parlamento francés, que junto con la Asamblea Nacional, la cámara baja, constituye al poder legislativo de Francia. Está conformado por 348 senadores elegidos por parte de los concejales locales del país, en una elección indirecta, así como por representantes de ciudadanos franceses residentes en el extranjero. Los senadores tienen un mandato de seis años, y la mitad de los escaños se someten a elecciones cada tres años.
El bicameralismo se introdujo por primera vez en Francia en 1795; como en muchos países, asignó a la segunda cámara el papel de moderadora de la primera, aunque durante mucho tiempo como aliada del ejecutivo. El actual modo de selección del Senado se remonta al inicio de la Tercera República, cuando se transformó el llamado Gran consejo de las comunas de Francia. Con el tiempo, desarrolló un sentido de independencia como guardián de las instituciones y guardián de las libertades, favorecido por el hecho de que los senadores son en promedio mayores que los miembros de la Asamblea Nacional, y se incorporan a la casa en la última parte de su carrera política. Los debates en el Senado tienden a ser menos tensos y generalmente reciben menos cobertura de los medios.

#### Consejo Económico y Social
El Consejo Económico, Social y Medioambiental ( en francés: Conseil économique, social et environnemental, sigla CESE ) es un organismo de estado, según la Constitución de 1958 (arts. 69, 70 y 71), consultivo en materias económicas, sociales y medioambientales. Puede emitir su opinión a petición de los poderes públicos o motu proprio. Puede intervenir también durante el proceso legislativo en los proyectos de ley presentados ante la Asamblea Nacional.
Está compuesto por 231 miembros designados por un período de 5 años. Su composición es:
- 163 miembros designados directamente por las organizaciones que pertenecen: sindicatos representativos del sector privado y público (69 miembros), organizaciones profesionales y empresariales (65 miembros), cooperativas y mutuales (19 miembros) y asociaciones familiares (10 miembros)
- 68 designados por el gobierno.
- 40 designadas por decreto del Consejo de Ministros que deben ser personalidades calificadas del ámbito económico, social, científico o cultural.

### Poder judicial

#### Corte de Casación
La Corte de Casación (en francés: Cour de cassation) es el más alto tribunal del poder judicial de Francia. Su equivalente en el orden administrativo es el Consejo de Estado. Es un tribunal permanente, que se reúne en el Palacio de Justicia de París y consta de seis salas.
Es el órgano competente para el conocimiento de los recursos de casación y la posible anulación de las decisiones judiciales que se hayan dictado en contravención de la ley. Por el contrario, si desestima el recurso, confirma que la decisión del tribunal de apelación sea definitiva y su sentencia firme.
La Corte no es competente para conocer de las demandas contra los administradores o los organismos públicos, que son competencia de los tribunales administrativos, en los que el Consejo de Estado actúa como tribunal supremo de apelación; ni de los casos relativos a cuestiones constitucionales, que son competencia del Consejo Constitucional; ni de los casos relativos a litigios sobre cuál de estos tribunales es competente, que son conocidos por el Tribunal de Controversias Jurisdiccionales. En conjunto, estos cuatro tribunales constituyen el nivel más alto del sistema judicial francés.
El Tribunal fue creado en 1790 con el nombre de Tribunal de Casación durante la Revolución francesa y su propósito original era actuar como un tribunal de error con jurisdicción revisora sobre los tribunales inferiores de prerrogativas provinciales (parlamentos).

#### Consejo de Estado
En Francia, el Consejo de Estado (francés: Conseil d'État) es un órgano gubernamental que actúa a la vez como asesor jurídico del poder ejecutivo y como tribunal supremo de justicia administrativa. Creado en 1799 por Napoleón como sucesor del Consejo del Rey (Conseil du Roi), tiene su sede en el Palais-Royal de París y está formado principalmente por funcionarios jurídicos de alto nivel. El vicepresidente del Consejo de Estado es el noveno funcionario más importante de Francia.

## Consejo Constitucional
El Consejo Constitucional (en francés: Conseil constitutionnel) fue instituido por la Constitución de la Quinta República de 4 de octubre de 1958. Por ser una institución reciente, no puede relacionarse con ningún precedente institucional.

## Políticas públicas

### Política cultural
Según Jean-Michel Dijan, «la política cultural es una invención francesa», nacida «de una preocupación constante de los poderes monárquicos, imperiales o republicanos de acaparar, en nombre de una mística nacional, la protección del patrimonio artístico y por extensión de incentivar lo que le deviendra».
La política cultural francesa se distingue en efecto por su larga historia, la fuerte presencia del Estado, y la continuidad de las instituciones a lo largo de los siglos. «Ni la voluntad política, ni los medios financieros, ni la estructura administrativa», subraya Jacques Rigaud, alcanzan tal nivel en ningún otro país. Y si este «voluntarismo cultural a la francesa» es visto desde un punto de vista a veces escéptico por los observadores extranjeros, debido a la riesgos de emergencia de una cultura estatalista y conformista, del centralismo de la toma de decisiones, y de la supervivencia de prácticas casi monárquicas, no resulta en menos envidia por los vecinos.
Las primeras decisiones se toman en paralelo al advenimiento del Estado y su afirmación frente al poder religioso. Las acciones actuales y la administración de la que emanan, resultan en una sucesión de rupturas políticas e institucionales, mezcladas continuamente con el apoyo de los dirigentes a través de los siglos, y en gran medida moldeadas por algunos hombres y mujeres. 

## Política francesa desde 1958
| Presidente               | Desde               | Hasta               |
| Charles de Gaulle        | 8 de enero de 1959  | 28 de abril de 1969 |
| Georges Pompidou         | 19 de junio de 1969 | 2 de abril de 1974  |
| Valéry Giscard d'Estaing | 24 de mayo de 1974  | 21 de mayo de 1981  |
| François Mitterrand      | 21 de mayo de 1981  | 15 de mayo de 1995  |
| Jacques Chirac           | 15 de mayo de 1995  | 16 de mayo de 2007  |
| Nicolas Sarkozy          | 16 de mayo de 2007  | 15 de mayo de 2012  |
| François Hollande        | 15 de mayo de 2012  | 14 de mayo de 2017  |
| Emmanuel Macron          | 14 de mayo de 2017  |                     |

Después de que Charles de Gaulle implantara la constitución de la Quinta República en 1958, Francia ha sido gobernada por sucesivos presidentes de derecha hasta 1981. Durante la década de 1960, los partidos de izquierda tuvieron resultados más bien pobres en las elecciones a nivel nacional. Los sucesivos gobiernos aplicaron generalmente el programa gaullista, basado en la independencia nacional y la modernización económica de una manera intervencionista. La política social de De Gaulle era fundamentalmente conservadora.
En mayo de 1968, una serie de huelgas de trabajadores y revueltas estudiantiles sacudieron Francia (Mayo Francés). Pero la agitación no dio lugar a un cambio inmediato de gobierno, sino que ofreció a De Gaulle la posibilidad de ser reelegido triunfalmente en las elecciones de junio del mismo año. La herencia del gaullismo siguió gobernando Francia hasta la llegada de la izquierda a la presidencia.
En 1981, el socialista Francois Mitterrand, fue elegido presidente con un programa de reformas radicales. Después de asegurar una mayoría en el parlamento en las elecciones de ese año, su gobierno dirigió un programa de reformas económicas y sociales muy potente.
Sin embargo, en 1983, la elevada inflación y la crisis económica condujeron a una reversión de la política económica, comprometiéndose el gobierno de izquierda después de las reformas de la política fiscal y de control de gastos, así como la privatización de los principales bancos franceses.
Aunque la mayoría de las nacionalizaciones fueron canceladas en 1984, o por los gobiernos posteriores, las reformas sociales se mantuvieron. Desde entonces, el gobierno alternó entre una coalición de izquierda (compuesta por el Partido Socialista y el Partido Comunista Francés y otros grupos), y una coalición de derecha (compuesta por la Unión para la Democracia Francesa y el Agrupación por la República de Jacques Chirac, posteriormente sustituido por la Unión por un Movimiento Popular).
Los años 1980 y 1990 también vieron el surgimiento del Frente Nacional de Jean-Marie Le Pen, un partido crítico con la inmigración, particularmente con la inmigración procedente de países del norte de África como Argelia, explicándola como causante del aumento del desempleo y la delincuencia. Desde la década de 1980, el desempleo sigue siendo elevado con alrededor del 10% de los trabajadores en paro, independientemente de las políticas para combatirla. Los problemas en los suburbios (un eufemismo que describe a los desfavorecidas zonas residenciales suburbanas, a menudo con una elevada proporción de población inmigrante) siguen siendo una preocupación. La presencia de Jean-Marie Le Pen en la segunda vuelta de las elecciones presidenciales de 2002 fue un acontecimiento peculiar por la utilización populista del problema inmigratorio. La mayoría de partidos pidieron el voto para Jacques Chirac, con el fin de evitar la victoria de la extrema derecha. Desde 2017 el presidente de la República es Emmanuel Macron.

## Principales partidos políticos
- La República En Marcha (LREM), de centro: socioliberalismo, progresismo, europeismo, tercera vía, liberalismo, liderado por Emmanuel Macron.
- Los Republicanos (LR), de centroderecha: liberalismo, conservadurismo, democracia cristiana y gaullismo, liderado por François Fillon.
- Movimiento Demócrata (MoDem), de centro: democracia cristiana, socialdemocracia, socioliberalismo y europeismo, liderado por François Bayrou.
- Partido Socialista (PS), de centroizquierda: socialismo democrático y socialdemocracia, liderado por François Hollande.
- Unión de los Demócratas e Independientes (UDI), de centroderecha/centro: centrismo, democracia cristiana, socioliberalismo, liberalismo, ecologismo, europeismo, humanismo cristiano, liderado por Jean-Christophe Lagarde.
- Francia Insumisa (FI), de extrema izquierda: ecosocialismo, republicanismo, antiglobalización, euroescepticismo suave, soberanismo, populismo de izquierda, liderado por Jean-Luc Mélenchon.
- Partido Comunista Francés (PCF), de izquierda: socialdemocracia, socialismo y comunismo, liderado por Pierre Laurent.
- Frente Nacional (FN), de extrema derecha: nacionalismo francés, populismo de derecha, euroescepticismo, liderado por Marine Le Pen.
- Partido Radical de Izquierda (PRG), de centroizquierda: radicalismo, socioliberalismo, laicismo, humanismo laico, europeismo, liderado por Sylvia Pinel.
- Europa Ecología Los Verdes (EELV), de centroizquierda: ecologismo, progresismo, regionalismo, europeismo, liderado por David Cormand.
- Debout la France (DLF), de derecha: republicanismo, gaullismo social, euroescepticismo, conservadurismo social, soberanismo, intervencionismo, liderado por Nicolas Dupont-Aignan.